# Leuctra caprai
Leuctra caprai är en bäcksländeart som beskrevs av Enrico Festa 1939. Leuctra caprai ingår i släktet Leuctra och familjen smalbäcksländor. Inga underarter finns listade i Catalogue of Life.